# Henri Werner
Henri Werner (1 november 1978) is een Duits voormalig wielrenner.

## Carrière
In 2007 won Werner de eerste etappe in de Ronde van Hokkaido. De leiderstrui die hij daaraan overhield raakte hij na de derde etappe kwijt aan Mitchell Docker. Na de vijfde etappe, waarin Werner tweede werd, nam hij de leiding in het klassement over van Yukiya Arashiro. In de laatste etappe verdedigde hij zijn leidende positie met succes en schreef zo de wedstrijd op zijn naam.

## Overwinningen
2007
1e etappe Ronde van Hokkaido
Eindklassement Ronde van Hokkaido

## Ploegen
- 2007 –  Isaac

Dörrer · Fromm · Knop · Koch · Mauersberger · Rieger · Schubert · Strauch · Volkmann · Werner · Wust